# The Art of Love
The Art of Love ist das achte Studioalbum der deutsch-französischen Popsängerin Sandra. Es erschien am 23. Februar 2007 bei Electrola.

## Entstehung und Veröffentlichung
Die Produktion von The Art of Love übernahm Jens Gad nun allein, Michael Cretu war – nachdem das Paar auch privat getrennte Wege ging und sich alsbald trennte – nur noch an Put Your Arms Around Me als Songwriter beteiligt. Bei Love Is the Price ist DJ BoBo als Sänger zu hören. Zahlreiche weitere Musiker schrieben das Album mit. Sandra selbst schrieb bei der Leadsingle The Way I Am gemeinsam mit Jens Gad und Andru Donalds mit. Auch an einigen anderen Songs war sie beteiligt. Der Titelsong stammt von Dave Inker von Inker & Hamilton. Die Platte wurde in den Gad Studios auf Ibiza aufgenommen.

## Titelliste
| #  | Titel                           | Autor(en)                                                | Produzent(en) | Länge |
| -- | ------------------------------- | -------------------------------------------------------- | ------------- | ----- |
| 1  | What D'Ya Think Of Me           | Jens Gad, Sandra Cretu                                   | Jens Gad      | 4:22  |
| 2  | The Way I Am                    | Andru Donalds, Jens Gad, Sandra Cretu                    | Jens Gad      | 3:31  |
| 3  | The Art Of Love                 | Dave Inker                                               | Jens Gad      | 4:14  |
| 4  | What Is It About Me             | Torsten Stenzel, Winston Sela, Jens Gad, Ginger McKenzie | Jens Gad      | 3:54  |
| 5  | Dear God... If You Exist        | Jens Gad, Sandra Cretu                                   | Jens Gad      | 4:27  |
| 6  | Silence Beside Me               | Jens Gad, Sandra Cretu                                   | Jens Gad      | 3:38  |
| 7  | Once Upon A Time                | Jens Gad, Sandra Cretu, Fabrice Cuidad                   | Jens Gad      | 4:52  |
| 8  | Put Your Arms Around Me         | Michael Cretu, Jens Gad                                  | Jens Gad      | 5:05  |
| 9  | What's Left To Say              | Jens Gad, John Fischer, Fabrice Cuidad                   | Jens Gad      | 4:36  |
| 10 | Casino Royale                   | Billy Steinberg, Rick Nowels, Marie Claire D'Ubaldo      | Jens Gad      | 3:51  |
| 11 | Love Is The Price (mit DJ Bobo) | Steven Levis, Morrison Long                              | Jens Gad      | 3:23  |
| 12 | Shadow Of Power                 | Jens Gad, Sandra Cretu, Fabrice Cuidad                   | Jens Gad      | 3:36  |
| 13 | All You Zombies                 | Rob Hyman, Eric Bazilian                                 | Jens Gad      | 5:03  |

## Chartplatzierungen
| ChartsChartplatzierungen | Höchstplatzierung | Wochen |
| ------------------------ | ----------------- | ------ |
| Deutschland (GfK)        | 16 (3 Wo.)        | 3      |
| Schweiz (IFPI)           | 88 (2 Wo.)        | 2      |